# Torneo ABCS 2013
Il Torneo ABCS 2013 (2013 ABCS Tournament) fu la quarta edizione del Torneo ABCS, competizione calcistica per nazioni caraibiche di lingua olandese. La competizione si svolse ad Aruba dal 14 novembre al 16 novembre 2013 e vide la partecipazione di quattro squadre: Aruba, Bonaire, Curaçao e Suriname.

## Formula
- Qualificazioni

Nessuna fase di qualificazione. Le squadre sono qualificate direttamente alla fase finale.
- Fase finale

Fase a eliminazione diretta - 4 squadre, giocano partite di sola andata. La vincente si laurea campione.

## Squadre partecipanti
| Pr. | Squadra  | Data di qualificazione certa | Partecipante in quanto                                         | Partecipazioni precedenti al torneo | Ultima presenza |
| --- | -------- | ---------------------------- | -------------------------------------------------------------- | ----------------------------------- | --------------- |
| 1   | Curaçao  | -                            | Rappresentativa della nazione organizzatrice della fase finale | 3 (2010, 2011, 2012)                | Aruba 2012      |
| 2   | Aruba    | -                            | Qualificata di diritto                                         | 3 (2010, 2011, 2012)                | Aruba 2012      |
| 3   | Bonaire  | -                            | Qualificata di diritto                                         | 3 (2010, 2011, 2012)                | Aruba 2012      |
| 4   | Suriname | -                            | Qualificata di diritto                                         | 3 (2010, 2011, 2012)                | Aruba 2012      |

Nella sezione "partecipazioni precedenti al torneo", le date in grassetto indicano che la nazione ha vinto quella edizione del torneo, mentre le date in corsivo indicano la nazione ospitante.

## Fase finale

### Fase a eliminazione diretta

#### Tabellone
|  | Semifinali | Semifinali | Semifinali |          |         | Finale          | Finale          | Finale          |  |
|  |            |            |            |          |         |                 |                 |                 |  |
|  | Bonaire    | Bonaire    | 0          |          |         |                 |                 |                 |  |
|  | Bonaire    | Bonaire    | 0          |          |         |                 |                 |                 |  |
|  | Suriname   | Suriname   | 2          |          |         |                 |                 |                 |  |
|  | Suriname   | Suriname   | 2          |          | Curaçao | Curaçao         | 1               |                 |  |
|  |            |            |            |          | Curaçao | Curaçao         | 1               |                 |  |
|  |            |            | Suriname   | Suriname | 3       |                 |                 |                 |  |
|  | Curaçao    | Curaçao    | Suriname   | Suriname | 3       | 2               |                 |                 |  |
|  | Curaçao    | Curaçao    |            |          |         | 2               |                 |                 |  |
|  | Aruba      | Aruba      | 0          |          |         | Finale 3º posto | Finale 3º posto | Finale 3º posto |  |
|  | Aruba      | Aruba      | 0          |          |         |                 |                 |                 |  |
|  |            |            |            |          |         |                 |                 |                 |  |
|  |            |            |            |          |         | Aruba           | Aruba           | 1               |  |
|  |            |            |            |          |         | Aruba           | Aruba           | 1               |  |
|  |            |            |            |          |         | Bonaire         | Bonaire         | 2               |  |

#### Semifinali
| Willemstad 14 novembre 2013                          | Bonaire   | 0 – 2              | Suriname | Ergilio Hato Stadium |
| \| \| \| \| \| \| Marcatori \| 21’ Talea 61’ Apai \| |           |                    |          |                      |
|                                                      |           |                    |          |                      |
|                                                      | Marcatori | 21’ Talea 61’ Apai |          |                      |

| Willemstad 14 novembre 2013                       | Curaçao   | 2 – 0 | Aruba | Ergilio Hato Stadium |
| \| \| \| \| \| Isenia 14’, 31’ \| Marcatori \| \| |           |       |       |                      |
|                                                   |           |       |       |                      |
| Isenia 14’, 31’                                   | Marcatori |       |       |                      |

#### Finale 3º posto
| Willemstad 16 novembre 2013                                        | Aruba     | 1 – 2               | Bonaire | Ergilio Hato Stadium |
| \| \| \| \| \| Escalona 43’ \| Marcatori \| 74’ Piar 76’ Barzey \| |           |                     |         |                      |
|                                                                    |           |                     |         |                      |
| Escalona 43’                                                       | Marcatori | 74’ Piar 76’ Barzey |         |                      |

#### Finale
| Willemstad 16 novembre 2013                                            | Curaçao   | 1 – 3                   | Suriname | Ergilio Hato Stadium |
| \| \| \| \| \| Leuteria 45’ \| Marcatori \| 2’ Pinas 67’, 88’ Najoe \| |           |                         |          |                      |
|                                                                        |           |                         |          |                      |
| Leuteria 45’                                                           | Marcatori | 2’ Pinas 67’, 88’ Najoe |          |                      |